# Organisme model

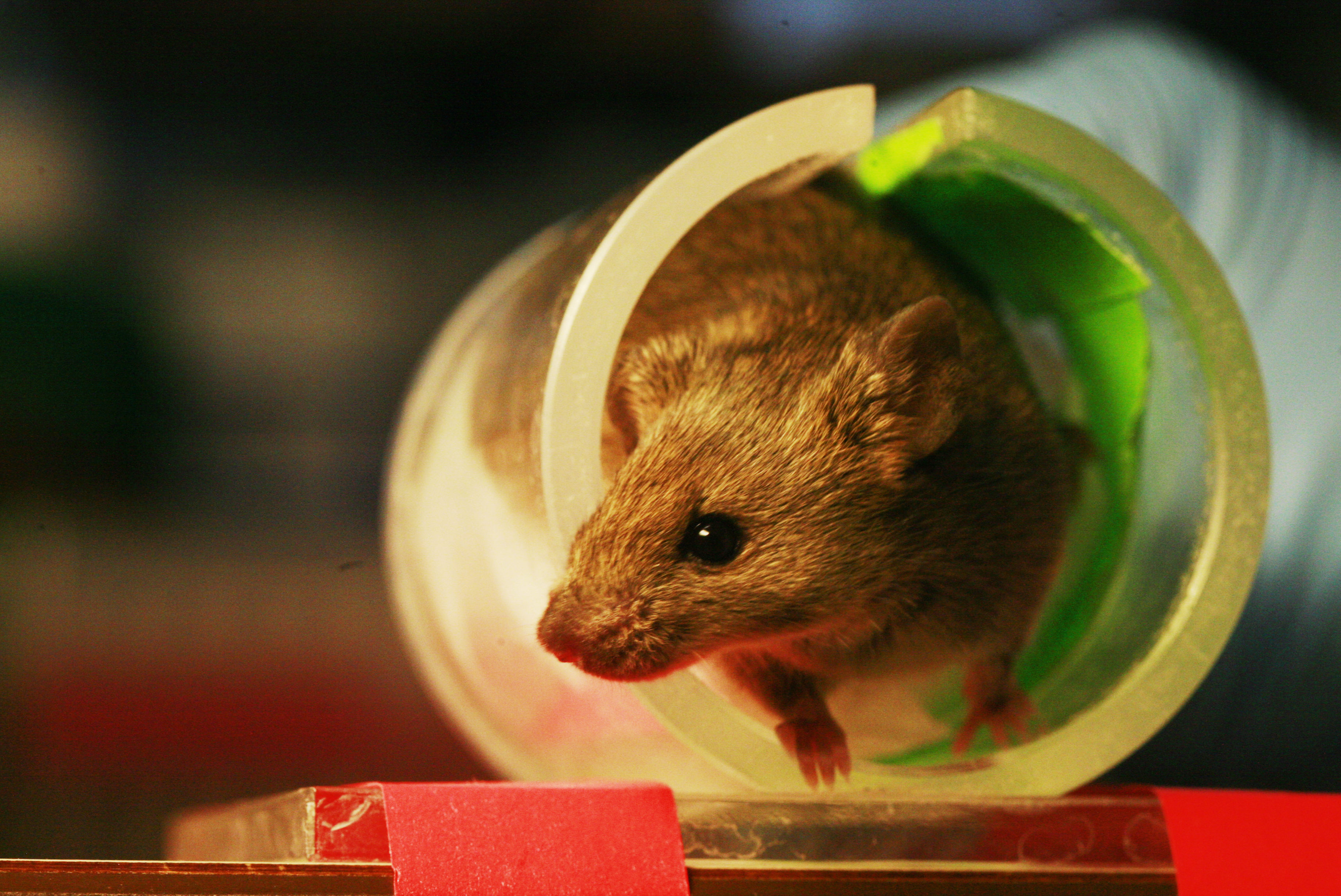
Ratolí de laboratori.

Un organisme model en biologia és una espècie no-humana molt estudiada per a entendre fenòmens biològics particulars, amb l'expectativa que els descobriments realitzats en l'organisme model proporcioni informació sobre el funcionament d'altres organismes. Són models in vivo àmpliament utilitzats per l'estudi de les causes de les malalties humanes així com els seus possibles tractaments quan l'experimentació humana no seria segura o podria faltar a l'ètica. Aquesta estratègia és possible gràcies a l'ascendència comuna de tots els organismes vius, i la conservació de les vies metabòliques i de desenvolupament i el material genètic en el transcurs de l'evolució. L'estudi d'organismes model pot ser de caràcter informatiu, així s'ha de tenir cura en extrapolar els resultats d'un organisme a un altre.
Entre els organismes model més utilitzats per a l'experimentació hi ha: Escherichia coli, Saccharomyces cerevisiae, Drosophila melanogaster, Arabidopsis thaliana, Schizosaccharomyces pombe, Caenorhabditis elegans, Mus musculus, Danio rerio, etc.